# Laxante

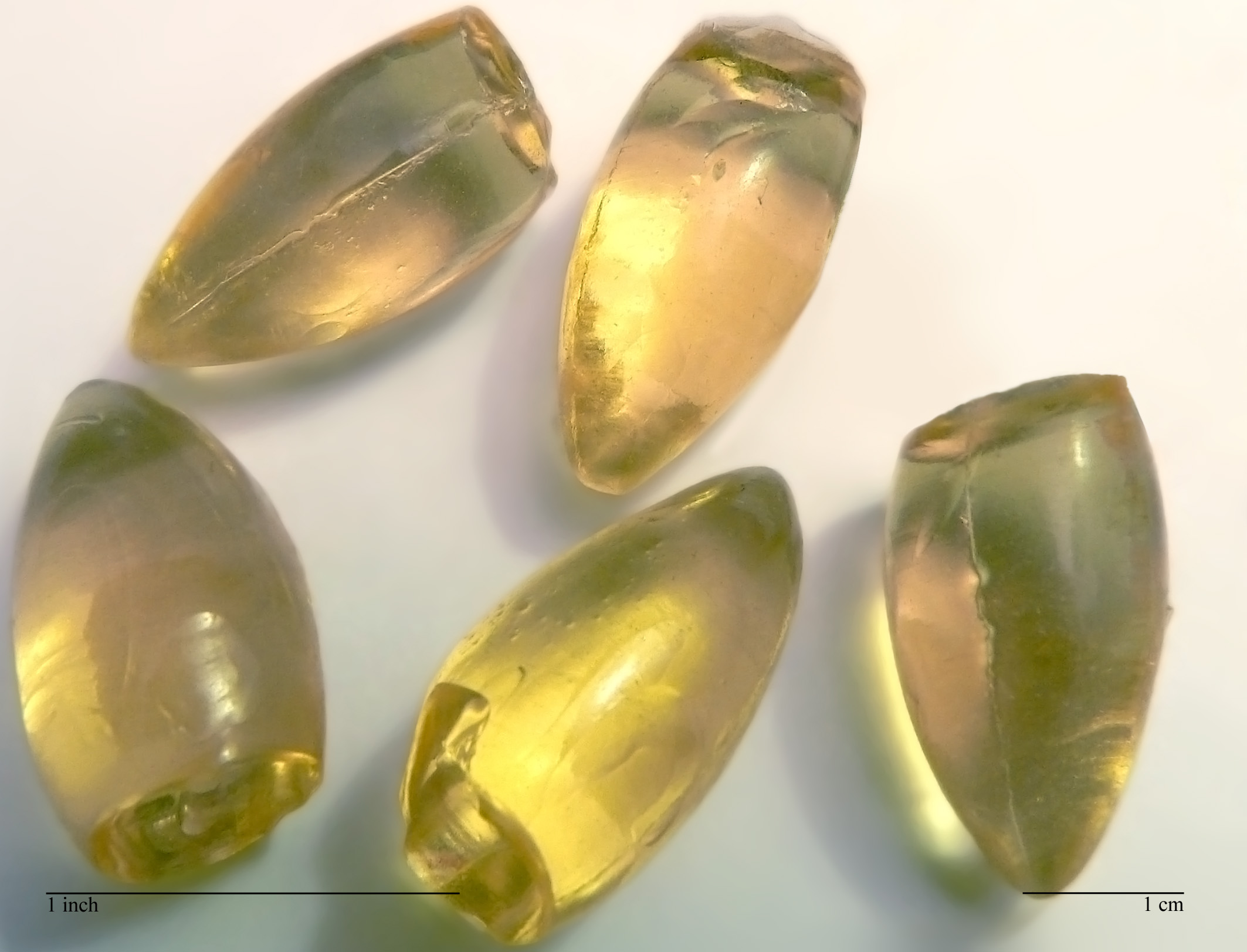
Supositórios de glicerina usados como laxantes.

Laxante, purgante ou purgativo é uma substância que provoca contrações intestinais, que levam o indivíduo a defecar. Estes fármacos podem ser classificados, com base no seu mecanismo de ação, como irritantes ou estimulantes, agentes formadores de massa ou bojantes e amolecedores do bolo fecal.
Um dos produtos usados tradicionalmente para este efeito é o óleo de rícino. Os laxantes são por vezes usados para emagrecer, mas o seu abuso pode causar problemas de saúde.
Em variadas oportunidades, os laxantes são empregados com a finalidade de preparar o indivíduo para exames radiológicos.